# NGC 7788
NGC 7788 (również OCL 275) – gromada otwarta znajdująca się w gwiazdozbiorze Kasjopei. Odkrył ją John Herschel 5 października 1829 roku. Jest położona w odległości ok. 9 tys. lat świetlnych od Słońca.